# Sminthurus viridis
Sminthurus viridis , lusernloppa på svenska, är en hoppstjärt, ett urinsektsart , som först beskrevs av Carl von Linné 1758.  Sminthurus viridis ingår i släktet Sminthurus och familjen Sminthuridae. Den har ett kort, tjock kropp och blir upp till cirka 3 mm. De lever huvudsakligen på väster ovanför marken. Honorna söker sig dock ner i jorden för att lägga ägg och de tidigaste juvenilstadierna lever normalt i jord eller förna. Lusernloppan kan göra viss skada på odlade grödor genom att gnaga på unga plantor.  Arten är reproducerande i Sverige. Inga underarter finns listade i Catalogue of Life.